# Susanne Georgi
Susanne Georgi (Sjølund, Dánia, 1976. július 27. –) dán nemzetiségű andorrai énekes. 13 éve él Andorrában. Karrierjét a Me & My együttessel kezdte, amit húgával, Pernille Georgival alapított. Az együttes Dub I Dub című dala világszerte ismertté vált. Több mint három millióan vették meg lemezüket. 2007-ben az andorrai Eurovíziós nemzeti döntőn együtt hatodik helyezést értek el. A 2009-es Eurovíziós Dalfesztiválon ő képviselte Andorrát La teva decisió (Get A Life) című dalával, az első elődöntőben. Ott nyolc ponttal a tizenötödik helyen végzett, így nem jutott tovább a döntőbe. Ő volt Andorra utolsó résztvevője a dalfesztiválon.